# Gargaphië
Gargaphië was een dal gewijd aan de godin Artemis in de buurt van de stad Orchomenus in het Midden-Griekse Boeotië. Het was dichtbegroeid met pijnbomen en cipressen. In een van de hoeken bevond zich een grot met half daarin een bron omgeven door gras. Uit de bron stroomde een riviertje het dal in.
In deze bron placht Artemis na de jacht samen met enkele nimfen te baden. Op zekere dag kwam de jager Actaeon met zijn vijftig honden in het dal terecht. Toen hij wilde drinken uit het riviertje zag hij per ongeluk de naakte godin badend in de grot. Uit woedde dat hij haar bespiedde veranderde Artemis Actaeon in een hert. Terwijl de arme jager zich realiseerde wat er met hem was gebeurd merkten zijn jachthonden hem op. Hij sloeg op de vlucht maar werd alras ingehaald en verscheurd. Dit verhaal wordt genoemd door Ovidius in boek III van zijn Metamorphosen.
Volgens een ander verhaal pochte Actaeon tegen Artemis dat hij een beter jager was dan zij. Als straf voor deze onbeschaamdheid veranderde zij hem in een hert en werd hij werd door zijn honden verscheurd.